# Stjernen Hockey
Stjernen Hockey er en ishockeyklub fra Fredrikstad, de spiller deres hjemmekampe i Stjernehallen.

## Historie
Stjernen startede i 1960 og blev hjulpet af naboen Sparta Warriors med at få en hall arrangeret. I 1970 fik de deres egen og det skub, de tog op i 1. division fire år senere. I 1981 blev de den første klub, de første norske mestre uden for Oslo. I løbet af 80'erne fulgte et antal mindeværdige kampe klubberne imellem. Begge havde samme filosofi og spillede åben og underholdende hockey. Stjernen blev norsk mestre igen i 1986. Stjernen har kæmpet for at komme helt tilbage til toppen, men i sæsonen 05-06 var de Stjernen nærmeste udfordrer for ligaguldet. Ellers har 2000'erne tilbudt mange skuffelser og økonomiske forsøg, der lukker her, brød klubben.

## Meritter
- Norgemester: 1980/81 og 1985/86
- Seriemestere: 1986/87